# Juan Leandro Jiménez
Juan Leandro Jiménez Jiménez (Cabeza del Buey, provincia de Badajoz, 13 de marzo de 1811-  Sigüenza, 1851) fue un escritor, poeta y lexicólogo romántico español del siglo XIX. 

## Biografía
Tío del escritor y científico Nicolás Pérez Jiménez, perteneció a la escuela de Bartolomé Gallardo y fue condiscípulo de Espronceda. Con una vida de luces y sombras que le llevaron incluso a los padecimientos psíquicos, terminó siendo protagonista de una tragedia (que fue incluso representada teatralmente) que terminó en asesinato y su propio suicidio.

## Obras
- Lexicón de voces y frases que faltan a los Diccionarios de la Academia. 1948. "Emprender tarea tan colosal, llena de una erudición verdaderamente inmensa, como es un Diccionario crítico, alegando autoridades casi siempre bien elegidas o interpretadas (sic Vicente Barrantes)". Se trata de una obra manuscrita en dos volúmenes cuyos únicos ejemplares son propiedad de la Real Academia Española
- Memorias íntimas, autobiografía que iba escribiendo día por día, cuyo último párrafo es anterior en una hora al doble crimen que desenlazó su tragedia.